# Лопатень
Лопа́тень или лопатонос, или кулик-лопатень (лат. Calidris pygmaea), — вид птиц из рода песочников семейства бекасовых. Эндемик северо-востока России. Лопатень фигурирует в Красной книге России в качестве редкого, но в конце XX и начале XXI в. численность вида резко падала. Поэтому с тех пор статус вида изменился, он признан международными природоохранными организациями (Международный союз охраны природы и BirdLife International) как вид, находящийся на грани исчезновения.
Науке лопатень известен с момента его описания К. Линнеем в 1758 г., но тогда местом его обитания ошибочно был назван Суринам. На гнездовании на севере Чукотки лопатень обнаружен впервые в 1879 г. экспедицией Норденшёльда в конце зимовки на судне «Вега». Первое описание яиц и птенцов лопатня, а также некоторых деталей гнездовой биологии дали в начале XX в. американские исследователи. Углублённое изучение этого вида на местах размножения начато в 1970-х гг. А. Я. Кондратьевым, затем П. С. Томковичем. С начала XXI в. начался этап мониторинга численности, выяснения причин её сокращения и впоследствии разработки и реализации мероприятий по сохранению этого кулика от исчезновения. В настоящее время этими работами занимается Русское общество сохранения и изучения птиц (РОСИП) совместно с российскими и зарубежными партнёрами. На случай исчезновения вида в природе из собранных в 2011—2012 гг. яиц создана группировка лопатней в неволе в Тресте по водоплавающим птицам и водно-болотным угодьям (Waterfawl & Wetlands Trust) в Великобритании, а с 2012 г. начата программа «Путёвка в жизнь» по повышению продуктивности популяции лопатня на юге Чукотки. Одновременно на зимовках лопатня зарубежные партнёры РОСИП проводят с местным населением работу, направленную на снижение гибели там куликов.

## Описание

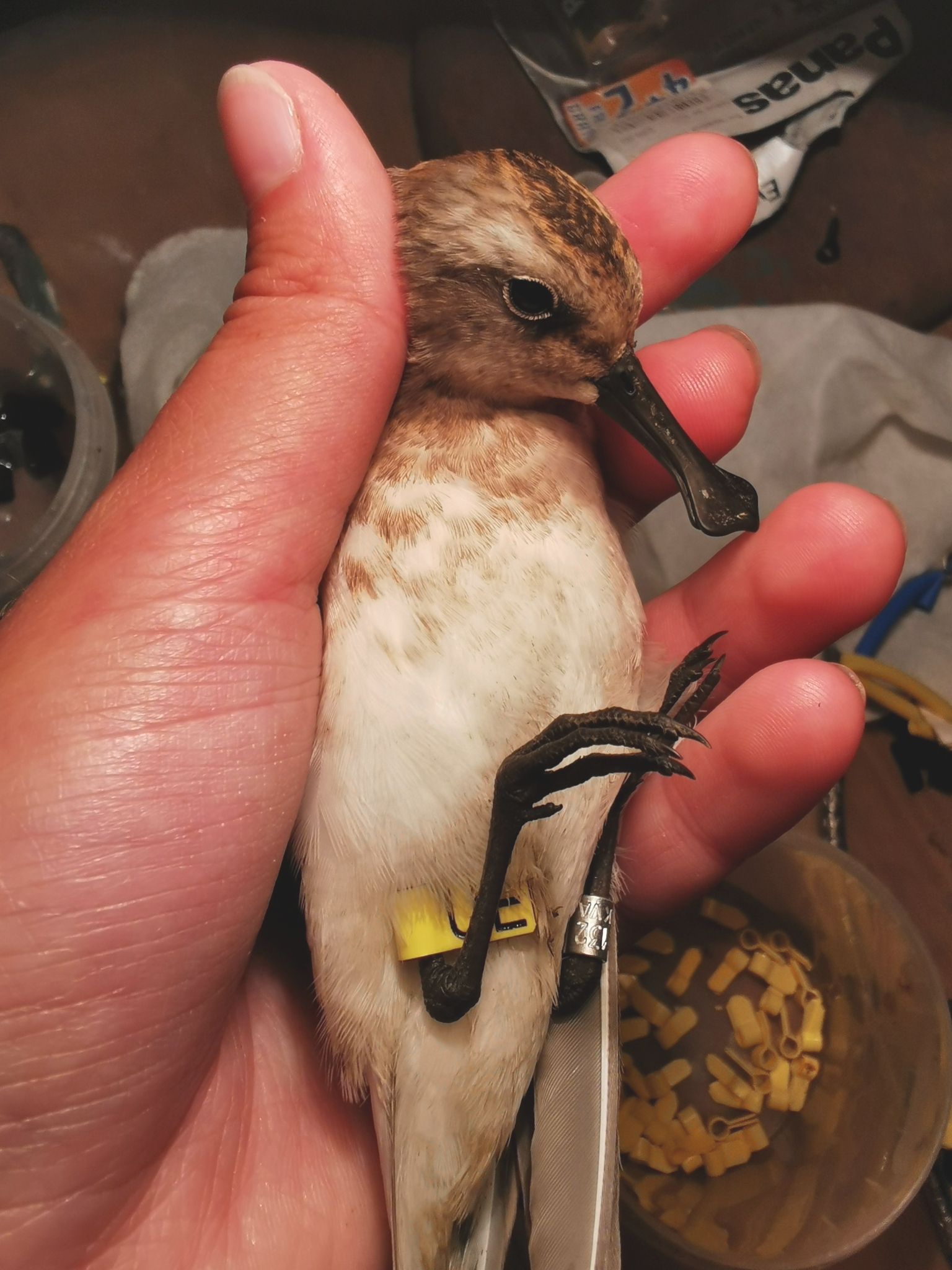

Длина тела кулика-лопатня составляет от 14 до 16 см, размах крыльев 36—40 см, масса тела от 27 до 39 г, длина крыла — 100—111 мм, длина клюва 19—24 мм, ширина клюва до 10—13 (широчайшее), длина хвоста 37—39 мм.
Окраской и внешним видом похож на кулика-воробья (Calidris minuta) или песочника-красношейку (Calidris ruficollis). Голова, шея и грудь взрослых птиц рыжеватые с тёмно-коричневыми пестринами. Нижняя сторона черноватая со светло-коричневыми кромками. В зимнем наряде отсутствует красноватая окраска, коричневато-серые перья верхней стороны имеют белёсую кайму. Брюхо белое. Самки несколько крупнее самцов, окрашены сходно. Молодые — как взрослые в зимнем наряде, но немного бурее и пестрее. Шея и ноги относительно короткие. Клюв и ноги чёрные. Уникальная среди куликов форма клюва в виде плоской угловатой лопатки на конце клюва дала название этому виду птиц. Голос — жужжащие трельки.

## Ареал и места обитания
Обитает на морских побережьях; исключительно редко может быть встречен на водоёмах вдали от моря (озеро Ханка). Размножается в мозаичной тундре приморской полосы с болотами и озерцами, чаще всего возле лагун или устьев рек на Чукотке и севере Камчатского округа. Лопатень обитал и кое-где продолжает обитать по соседству с поселениями людей, то есть не избегает близости людей и собак. Совершает перелёты по берегу Тихого океана главным образом через Камчатку, Сахалин, Южную Корею, Китай на зимовки, расположенные, главным образом, в Таиланде, Мьянме и Бангладеш, но также во Вьетнаме, полуостровной Малайзии и Сингапуре. Прежде зимовал на востоке Индии и в Шри-Ланке.

## Численность
Ограниченная область размножения и своеобразные местообитания позволили оценить численность лопатня в 1970-х гг. в 2000—2800 размножающихся пар. Однако обследования на Чукотке в начале 2000-х гг. выявили резкое сокращение численности, после чего там был налажен мониторинг численности в нескольких ключевых пунктах. Падение численности продолжалось, и на 2009 год мировая численность вида оценена в 120—220 пар. Среди разнообразных причин такой ситуации основными оказались низкая естественная продуктивность вида и возросший уровень гибели птиц на зимовках за счёт гибели в сетях, появившихся в широкой продаже по низкой цене. Усилия по спасению лопатня от исчезновения были предприняты международной общественностью как на местах размножения, так и на зимовках. На юге Чукотки с 2012 г. стартовал проект РОСИП, получивший название «Путёвка в жизнь», нацеленный на увеличение продуктивности вида. На зимовках приняты меры по сокращению гибели птиц в сетях на морских отмелях. В итоге численность лопатня стабилизировалась на низком уровне в 2012—2014 гг., появились признаки начала восстановления численности.

## Размножение

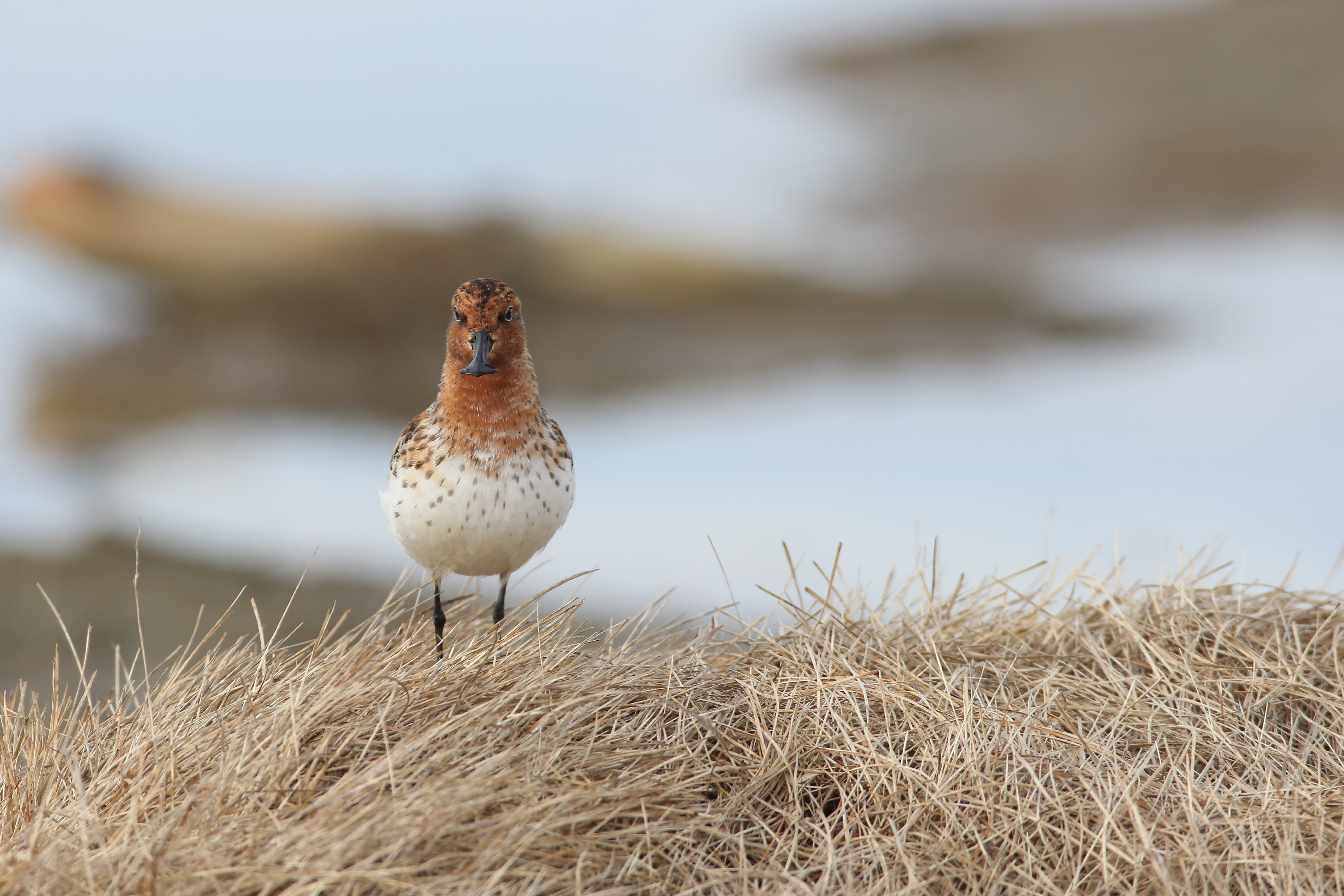
В брачном наряде

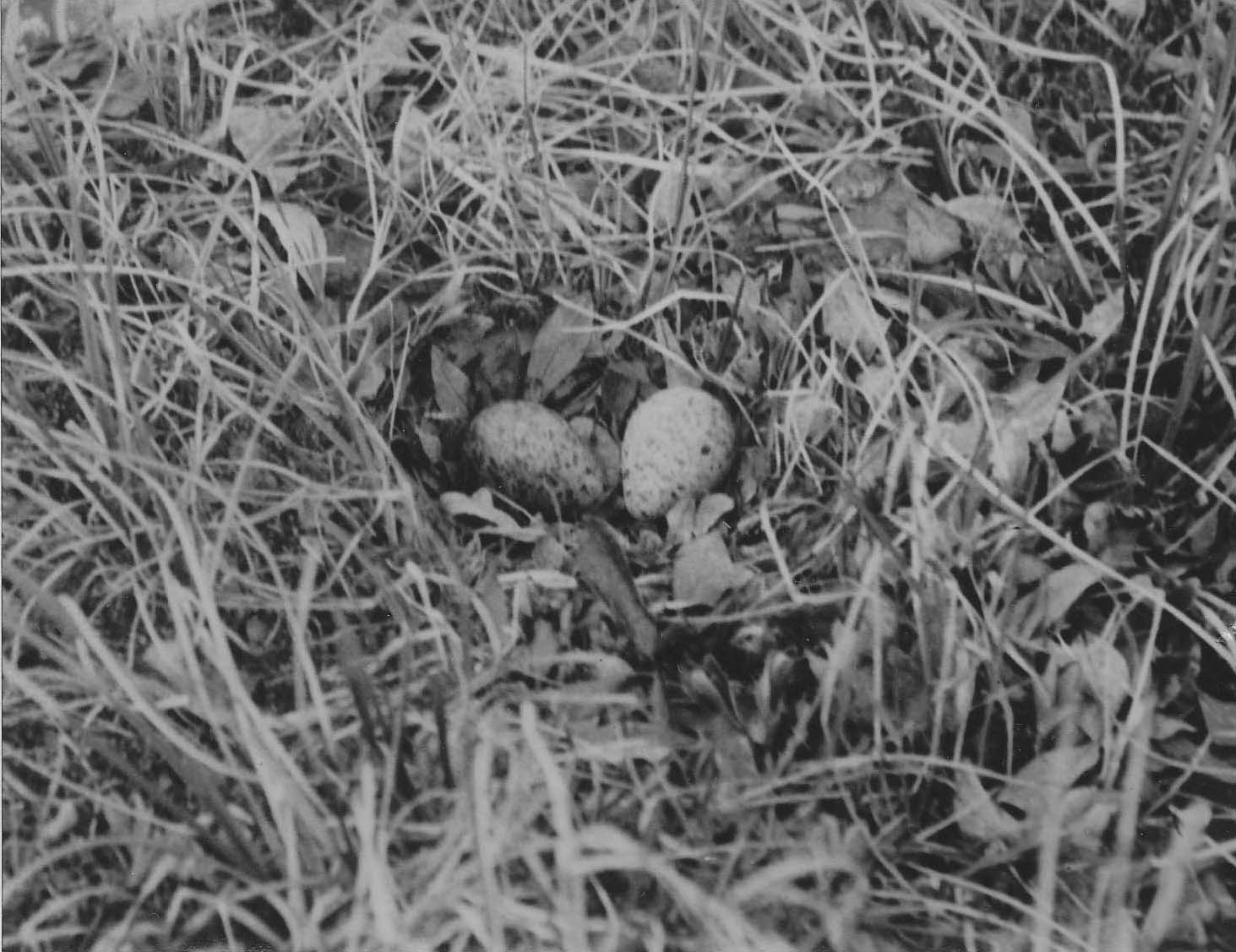
Гнездо лопатня

Лопатень — моногамный вид с консервативными территориальными связями, обеспечивающими ежегодное восстановление большинства прежних пар, возвращающихся на известные участки тундры. К местам размножения птицы прилетают в начале июня. Каждая пара охраняет территорию площадью 3—10 га, в пределах которой кормится и устраивает на земле гнездо. Кладку, содержащую 4, редко 2—3 крупных яйца, самец и самка насиживают поочерёдно (самец днём, самка ночью) в течение 21,5—23 суток. В случае гибели кладки на раннем этапе от затопления или от хищника пара может загнездиться вновь. Птенцы выводкового типа, способные самостоятельно перемещаться и кормиться в возрасте менее суток. Их сопровождают вначале оба родителя, но затем лишь самец, обеспечивая обогрев в первые дни жизни, перемещение выводка в кормные места и охрану. Выводок распадается вскоре после подъёма птенцов на крыло, который происходит в возрасте 17-18 дней. В итоге птицы, потерявшие кладки, и успешно гнездившиеся самки покидают места размножения первыми к середине июля, в конце июля отлетают самцы, а молодые лопатни летят на зимовку в августе самостоятельно. На места размножения молодые лопатни возвращаются впервые обычно в 2-летнем возрасте, но отдельные птицы способны вернуться и приступить к размножению уже в годовалом возрасте. Лопатень — потенциально долгожитель: известны птицы в возрасте 14, 15 и 16 лет, что необычно для столь мелкого кулика. Долгожительство должно было компенсировать низкую естественную продуктивность лопатня.

## Питание

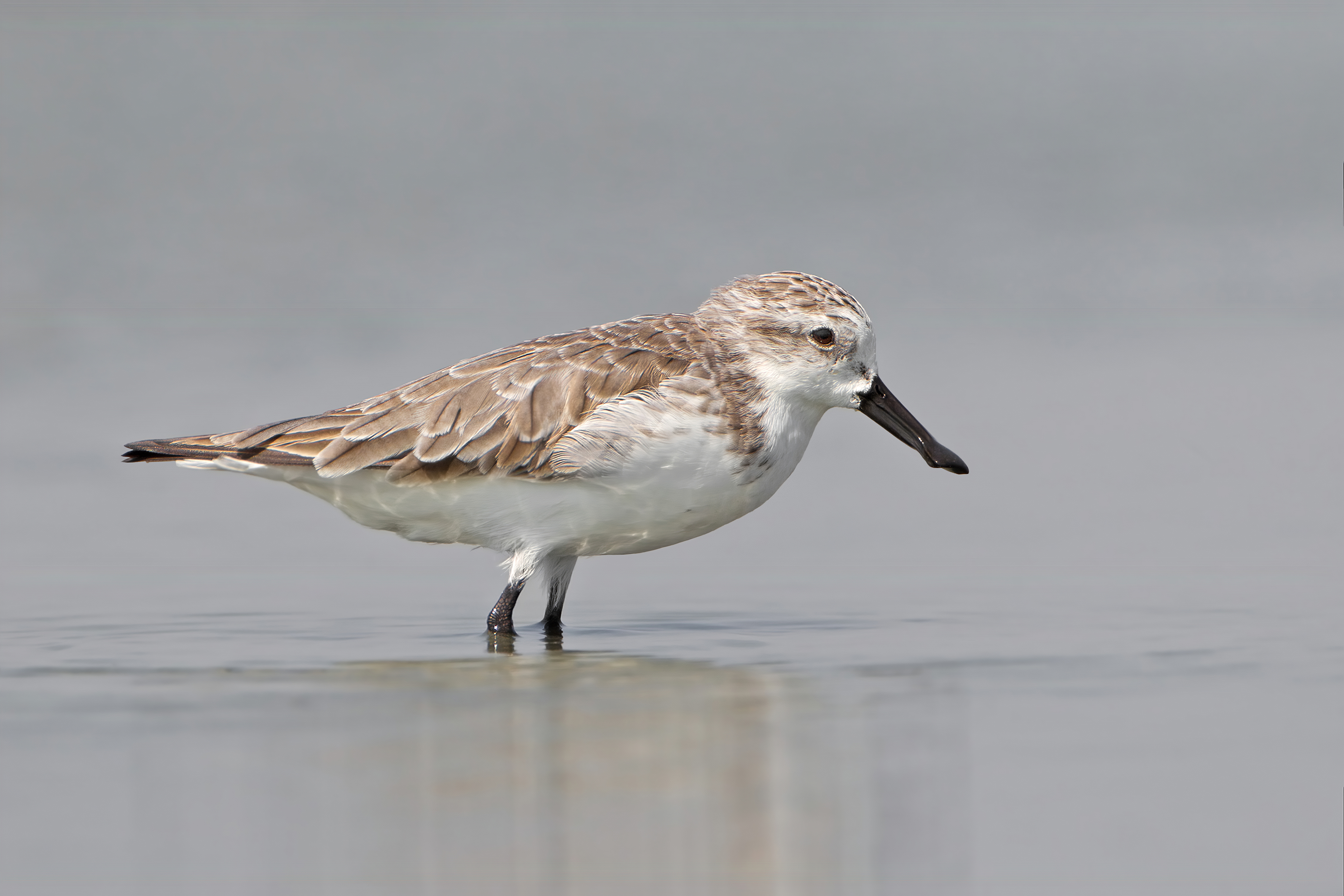
Лопатень в поисках пищи на мелководье

Лопатень использует широкий спектр кормов и методов их добычи. В тундре это поверхностно активные беспозвоночные, летающие насекомые и водные животные (ракообразные, личинки насекомых) — от мелких, невидимых глазу существ до сравнительно крупных ночных бабочек и ручейников. В небольшом количестве потребляет также семена растений. Кормится либо находя добычу визуально и склёвывая с поверхности субстрата, из толщи воды на мелководье или преследуя медленно летающих насекомых, либо с помощью осязания (тактильно), используя щелоктанье клювом в мягком иле. В отличие от прочих песочников лопатень из-за особой формы клюва не способен к зондированию в моховой дернине. В периоды сезонных перелётов и на зимовках лопатни кормятся преимущественно тактильно в мелких лужах на илисто-песчаном грунте, остающихся на литорали в отлив. При этом преимущества необычной формы клюва лопатня остаются пока неразгаданными.

## Программа по повышению продуктивности популяции лопатня

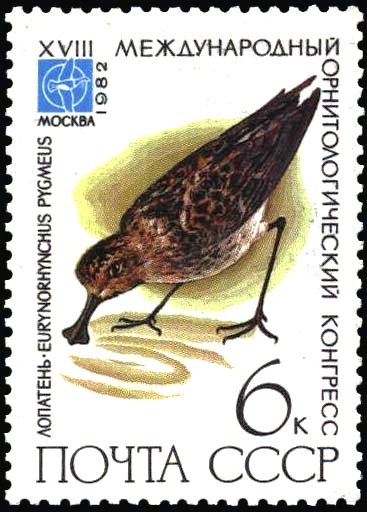
На почтовой марке СССР

В 2012 на южной Чукотке, в с. Мейныпильгыно, стартовала программа по повышению продуктивности лопатня, получившая название «Путёвка в жизнь». Она включает в себя сбор яиц лопатня, их искусственное инкубирование, выращивание птенцов в полувольных условиях и выпуск молодых птиц в природу после их подъёма на крыло. Программа была задумана исходя из знаний о высокой гибели яиц и птенцов в природе, о независимых от родителей перелётах на зимовку молодых птиц и о возможности повторного размножения лопатней в случае раннего изъятия у них кладки яиц. Опыт, накопленный до 2015 г. в ходе осуществления этой программы, показал её эффективность. В 2012—2015 гг. птенцы вылупились из 81 % собранных яиц (в природе аналогичный показатель составляет около 30 %); были выращены и выпущены в природу 79 молодых лопатней. Примерно 2/3 пар, у которых были изъяты яйца в инкубатор, отложили повторно яйца в новое гнездо и многие из них вывели птенцов. Обычно в природе в парах лопатней, у которых вылупились птенцы, до самостоятельности доживают в среднем 2 птенца. Однако благодаря программе «Путёвка в жизнь» известны случаи, когда в один сезон у пары лопатней покидали район размножения по 6 молодых птиц (3 выращенных в неволе и 3 выращенных самими птицами из повторно отложенных яиц). Таким образом, программа «Путёвка в жизнь» более чем удваивает успех размножения лопатней.
Результат этой работы стал очевиден в 2014—2015 гг., когда в район выпуска стали возвращаться для размножения выращенные в неволе лопатни. Численность лопатней в районе мониторинга и осуществления программы «Путёвка в жизнь» стабилизировалась, а в 2015 г. впервые начала увеличиваться. Это даёт надежду на то, что данная программа в дополнение к мероприятиям по сокращению смертности лопатней на путях пролёта и в области зимовки позволит сохранить этот вид куликов в природе.